# Мир вашому дому (фільм, 1981)
«Мир вашому дому» — радянський трисерійний телефільм 1981 року, знятий режисером Тахіром Сабіровим на кіностудії «Таджикфільм» за мотивами документальної повісті Якова Нальського «У горах східної Бухари». 

## Сюжет
Дія фільму відбувається навесні 1923 року. Начальник особливого відділу одного з фронтів — старий революціонер Вацлав Калиновський — вирішує закинути свого співробітника у ставку найнебезпечнішого з ватажків — басмача Рустам-бека. Операція чекістів проводиться у найсуворішій таємниці, розвідника Мірзо-Ахмада особисто знає лише Калиновський. І тільки йому відомий шифр донесень — давня мова зерен, квітів та стебел трав. Але раптово старий чекіст вмирає від серцевого нападу. Залишившись без зв'язку, наодинці з басмачами Мірзо-Ахмад наважується на крайній крок.

## У ролях
- Ігор Лєдогоров — Вацлав Калиновський
- Алі Мухаммад — Мірзо
- Тахір Сабіров — Рустам-Бек (озвучив Олександр Дем'яненко)
- Галіб Ісламов — Ельмурад
- Микола Кочегаров — Кобрін
- Ісфандіяр Гулямов  — Алі
- Нурулло Абдуллаєв — Саїд-мисливець
- Сітора Алієва — Мадіна
- Шаріф Кабулов — Юсуф-бек
- Абдухафіз Кадиров — Даврон
- Абдусалом Рахімов — Бобо-Ніяз
- Ісо Абдурашидов — роль другого плану
- Іногам Адилов — Гафур, арестант
- А. Атакулов — старий на базарі
- Ф. Ахунов — Командир
- Ісмат Ашуров — Анвар Вахідов
- А. Джураєв — роль другого плану
- Леонід Калиновський — комдив
- Анвар Кенджаєв — арестант
- А. Косіванов — комендант
- Абдурахім Кудусов — роль другого плану
- Мірзомуддін Махмудов — роль другого плану
- Леонід Мордвинов — матрос
- Махамадалі Мухамадієв — басмач
- А. Мухамедов — басмач
- Рустам Тураєв — басмач
- Абдувадуд Файзієв — Содіков, начальник штабу гарнізону
- Яхйо Файзуллаєв — басмач Мірвахід
- Джамал Хашимов — Джамалутдін
- Насир Хасанов — роль другого плану
- Курбан Шарипов — селянин

## Знімальна група
- Режисер — Тахір Сабіров
- Сценарист — Володимир Акімов
- Оператор — Віктор Мірзаянц
- Композитор — Геннадій Александров